# Arrêté du gouverneur général du 25 février 1901
 (mai 2023).
La mise en forme du texte ne suit pas les recommandations de Wikipédia : il faut le « wikifier ».
Les points d'amélioration suivants sont les cas les plus fréquents. Le détail des points à revoir est peut-être précisé sur la page de discussion.
- Les titres sont pré-formatés par le logiciel. Ils ne sont ni en capitales, ni en gras.
- Le texte ne doit pas être écrit en capitales (les noms de famille non plus), ni en gras, ni en italique, ni en « petit »…
- Le gras n'est utilisé que pour surligner le titre de l'article dans l'introduction, une seule fois.
- L'italique est rarement utilisé : mots en langue étrangère, titres d'œuvres, noms de bateaux, etc.
- Les citations ne sont pas en italique mais en corps de texte normal. Elles sont entourées par des guillemets français : « et ».
- Les listes à puces sont à éviter, des paragraphes rédigés étant largement préférés. Les tableaux sont à réserver à la présentation de données structurées (résultats, etc.).
- Les appels de note de bas de page (petits chiffres en exposant, introduits par l'outil «  Source ») sont à placer entre la fin de phrase et le point final[comme ça].
- Les liens internes (vers d'autres articles de Wikipédia) sont à choisir avec parcimonie. Créez des liens vers des articles approfondissant le sujet. Les termes génériques sans rapport avec le sujet sont à éviter, ainsi que les répétitions de liens vers un même terme.
- Les liens externes sont à placer uniquement dans une section « Liens externes », à la fin de l'article. Ces liens sont à choisir avec parcimonie suivant les règles définies. Si un lien sert de source à l'article, son insertion dans le texte est à faire par les notes de bas de page.
- La présentation des références doit suivre les conventions bibliographiques. Il est recommandé d'utiliser les modèles {{Ouvrage}}, {{Chapitre}}, {{Article}}, {{Lien web}} et/ou {{Bibliographie}}. Le mode d'édition visuel peut mettre en forme automatiquement les références.
- Insérer une infobox (cadre d'informations à droite) n'est pas obligatoire pour parachever la mise en page.

Pour une aide détaillée, merci de consulter Aide:Wikification.
Si vous pensez que ces points ont été résolus, vous pouvez retirer ce bandeau et améliorer la mise en forme d'un autre article.
L'arrêté du gouverneur général du 25 février 1901 est un arrêté instituant des tribunaux territoriaux au chef-lieu du secteur du Haut-Luapula et au chef-lieu du secteur de Lomami et fixant le ressort des tribunaux territoriaux d’Albertville-Toa, Lusambo et Stanleyville.
L’arrêté du Gouverneur général du 25 février 1901 est une loi composée d'un certain nombre d'articles juridiques qui émanent de l'initiative du Gouverneur général, le baron Théophile Wahis. Cet arrêté du Gouverneur général porte sur l'institution de nouveaux tribunaux territoriaux sur le territoire de l'État indépendant du Congo.

## Contexte historico-politique

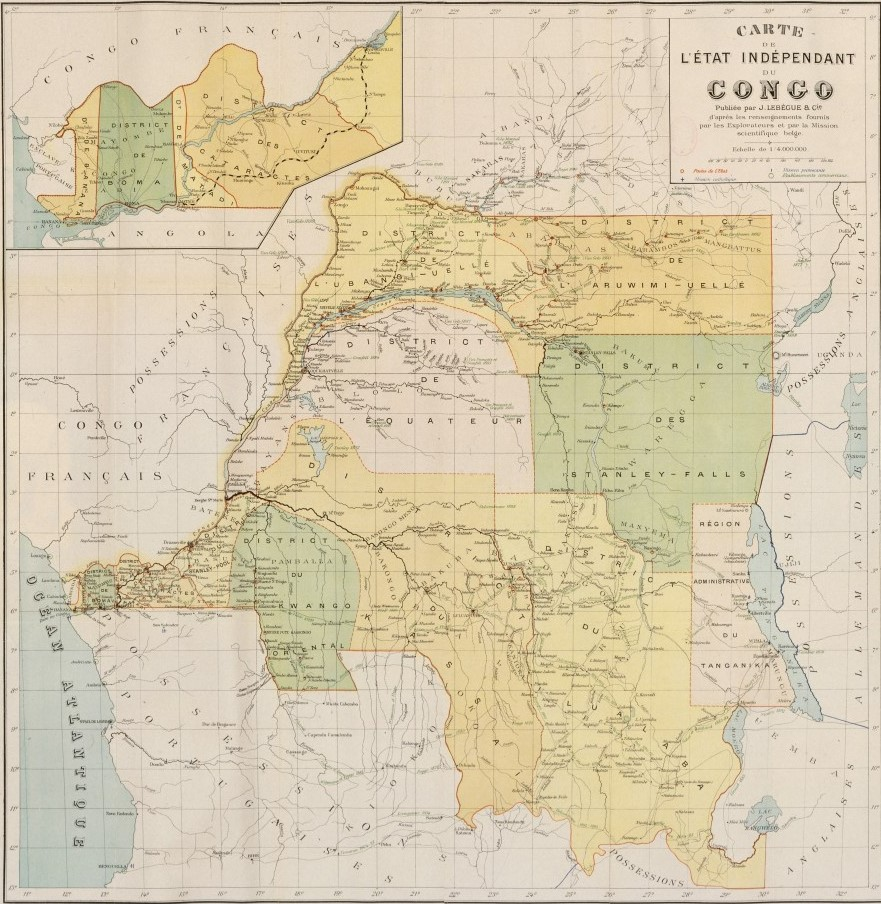

### Histoire
Au regard de la vague de colonisation instaurée par les pays européens, notamment la France et l'Angleterre, durant le XIXe siècle, le roi des Belges Léopold II a décidé de lancer lui aussi sa propre campagne de colonisation afin de ne pas être lésé.
Le 12 septembre 1876, à la suite de la Conférence international de Géographie, nait l’Association international Africaine (A.I.A). À la suite de la création de cette organisation, Léopold II mandatera un explorateur anglais du nom de Henry Morton Stanley pour explorer le Congo. Stanley agira donc au nom du roi des Belges mais aussi au nom d’un nouveau comité exclusivement belge se nommant le Comité d'études du Haut-Congo.
De août 1879 à juin 1884, Stanley, aidé d’un groupe de pionniers parmi lesquels figurent de nombreux Belges, va explorer méthodiquement la région du Congo.
Dès 1882, Léopold II a voulu se positionner du point de vue politique sur la question des colonies. Pour réaliser cela, il va créer une nouvelle association baptisée Association Internationale du Congo (A.I.C) qu’il va rattacher au Comité d'études du Haut-Congo et dont il va se nommer dirigent. Cela va alors asseoir sa légitimité à pouvoir négocier avec les différents chefs des tribus locales.
Après cela différents pays européens et du monde ont reconnu l’Association Internationale du Congo comme une autorité gouvernementale. On peut citer ici en exemples les États-Unis qui ont reconnu l’A.I.C le 22 avril 1884.
Le 15 novembre 1884, lors de la Conférence de Berlin qui a pour objectif de s’occuper de partager l’Afrique centrale entre les différents grandes nations européennes, l'État indépendant du Congo est alors reconnu mais à un certain nombre de conditions (la liberté de commerce et de navigation, la liberté d’établissement…).
Le 23 février 1885, la Belgique adhère à toutes ces conditions et Léopold II devient le propriétaire du Congo à titre personnel, ce qui fait de lui un monarque absolu au Congo.
Dès 1892, l’exploitation des ressources de l’État indépendant du Congo est attribuée à différentes compagnies telles que la société Anversoise ou le Comité spécial du Katanga.
Après une grande campagne de dénigrement mené principalement par les Anglais, Léopold II se voit contraint de léguer l’État indépendant du Congo à la Belgique à la suite du vote de l’annexion de celui-ci par les parlementaires belges le 15 novembre 1908. L'État indépendant du Congo devient alors le Congo belge.
Cet arrêté du Gouverneur général est écrit en 1901 lorsque le territoire dont il est sujet faisait encore partie de l'État indépendant du Congo, qui était la propriété du roi Léopold II.

### Système judiciaire de l'État indépendant du Congo

#### De 1885 à 1887
L'État indépendant du Congo bénéficie d'un système judiciaire dès 1885.
C'est en 1887 que le Gouvernement local est structuré pour la première fois et que la direction de la justice est l'une des trois directions instaurées avec celles des Finances et des Transports. Ces trois juridictions sont alors considérées comme des secteurs prioritaires. Le cœur judiciaire se trouve à Boma, également capitale de l'État indépendant du Congo.
Camille Janssen est désigné comme premier Gouverneur général par le roi Léopold II. Janssen est accompagné d'Adolphe de Cuvelier qui devient le premier juge de l' État indépendant du Congo et le premier directeur de la Justice quelque temps plus tard.
C'est dès 1885 que Camille Janssen remet son projet d'organisation judiciaire à Léopold II. Il demande au même moment la nomination des juges d'Appel et de 1re Instance. Les décrets d'acceptation du projet arrivent à Boma en janvier 1886.
La structure judiciaire est alors composée de deux tribunaux, l'un d'appel et l'autre de 1re instance. Les juges et magistrats sont nommés par le roi. Le tribunal est également composé d'un officier d'état public et d'un greffier, qui sont deux fonctionnaires désignés par le gouverneur. Les tribunaux sont d'abord compétents dans une matière pénale dans le but de supprimer l'arbitraire des colons envers les natifs. La population locale restent encore soumise à la juridiction de leurs autorités coutumières dans la majorité des cas.
En mai 1886, Janssen étend la compétence des deux tribunaux aux matière civile et commerciale dans lesquelles un non-indigène, l'État ou une administration publique est partie.

#### De 1887 à 1888
Dès 1887, le Gouvernement modifie la première structure en instituant le tribunal territorial, qui s'apparente au tribunal de police en Europe. Les deux premiers tribunaux territoriaux sont institués à Léopoldville et à Lukungu.
En 1888, la Force publique est organisée et une justice militaire est établie. Le gouverneur reçoit la faculté d'instituer les conseils de guerre.

#### À partir de 1889
C'est en 1889 qu'est crée le l'instance suprême, le Conseil supérieur du Congo. Le Conseil supérieur remplit à la fois la fonction de Cour de cassation, de Cour d'appel et de conseil d'État.
La justice répressive est réorganisée.
Le tribunal civil à cette époque est ambulatoire de Boma à Matadi.

## Arrêté du Gouverneur général en tant que tel
L’article 1er institue un tribunal territorial au chef-lieu du secteur du Haut-Luapula et un autre tribunal au chef-lieu du secteur du Lomami.
L’article 2 règle les ressort de ces tribunaux cités à l’article 1er comme suit: 
1. Le tribunal institué au chef-lieu du secteur du Haut-Luapula comprend les territoires compris entre le Lualaba et le Luapula, ainsi que la partie du territoire, dans la région soumise à l'autorité spéciale du Katanga, à l'ouest du Lualaba et au sud du 9e parallèle latitude sud.
2. Le tribunal institué au chef-lieu du secteur de Lomami comprend les territoires compris entre la rive gauche du Lualaba et les limites nord et ouest des territoires soumis à l'action du Comité spécial du Katanga et au nord du 9e parallèle latitude sud.

L'article 3 fixe le ressort des tribunaux territoriaux d'Albertville-Toa, de Lusambo et  de Stanleyville comme suit:
1. Tribunal territorial institué à Albertville: les territoires compris entre la rive droite du Luapula, celle du Lualaba depuis le confluent du Luapula avec le Lualaba et la limite nord des territoires soumis à l’action du Comité spécial du Katanga.
2. Tribunal territorial de Lusambo: les territoires du district du Kasai à l’exclusion de ceux placés sous l’autorité du Comité spécial du Katanga.
3. Tribunal territorial de Stanleyville: le district des Stanley-Falls (Province Orientale), à l’exclusion des territoires faisant partie du ressort respectif des tribunaux territoriaux installés à Albertville et au chef-lieu respectif des secteurs du Lomami et du Haut-Luapula.

L'article 4 dit que ce sont des arrêtés ultérieurs qui détermineront le personnel de chacun de ces tribunaux.
L'article 5 désigne le Directeur de la Justice comme étant chargé de l'exécution de cet arrêté du Gouverneur général.

## Objectifs de l'arrêté
Dans cet arrêté du Gouverneur général du 25 février 1901 sont recensés plusieurs autres arrêtés et décrets qui permettent de comprendre l'importance de la création de cet arrêté. Ces différents textes légaux sont détaillés ci-dessous.
Le décret du 27 avril 1889 réorganise la justice répressive.
Le décret du 21 avril 1896 traite de la composition des tribunaux, du statut de juge, du ministère public, des suppléants , des greffiers , du rang et de la préséance, du service et des audiences, des congés et des traitements des membres de l'ordre judiciaire.
L'arrêté du 31 juillet 1897, l'arrêté du 26 mars 1898 et l'arrêté du 20 mars 1899 qui considèrent qu'il importe de pourvoir d'une façon plus complète à l'administration de la justice dans les territoires soumis à l'action du Comité spécial du Katanga et de réviser les dispositions existantes relatives à l'établissement des tribunaux territoriaux et à leur compétence dans ces territoires ainsi que dans ceux qui les avoisinent.
La convention du 19 juin 1900 marque la création du Comité spécial du Katanga par l'État indépendant du Congo et la Compagnie du Katanga. Le Comité spécial du Katanga, également appelé C.S.K., a pour objectif d'assurer et de diriger l'exploitation de tous les terrains appartenant au domaine de l'État et à la compagnie du Katanga. Il est important de préciser que le Katanga est la région la plus riche au niveau de la terre de par ses nombreuses mines de cuivre, uranium, etc.
Le décret du 6 décembre 1900 permet au Comité spécial du Katanga d'exercer l'autorité de l'État sur les terres du Katanga.
L'arrêté du 8 décembre 1900 donne le droit au représentant du Comité spécial du Katanga d'exercer l'autorité publique.

### Législation
Arrêté du gouverneur général du 25 février 1901 instituant des tribunaux territoriaux au chef-lieu du secteur du Haut-Luapula et au chef-lieu du secteur de Lomami et fixant le ressort des tribunaux territoriaux d'Albertville-Toa, Lusambo et Stanleyville, art. 1, 2, 3, 4 et 5.
Décret du 27 avril 1889, art. 5.
Décret du 21 avril 1896.

### Doctrine
CORNELIS, S., "Stanley au service de Léopold II. La fondation de l'État indépendant du Congo 1878-1885". In: Ph. Marechal (ed), H.M. Stanley. Explorateur au service du Roi. Series ‘Annales sciences historiques’, 15. Tervuren : Musée royal de l'Afrique centrale, p. 41 à 60.
C.R.I.S.P., « Le destin de l’union minière », Courrier hebdomadaire du CRISP, 1968, p. 3.
C.S.K., Comité Spécial du Katanga, 1900-1950, Ed. L. Cuypers, Bruxelles, 1950.
MIDDLETON, D., "Henry Morton Stanley", disponible sur www.britanica.com, s.d., consulté le 7 mai 2023.
PLASMAN. P-L., "Un État de non-droit ? L'établissement du pouvoir judiciaire au Congo léopoldien (1885-1889)", Droit et Justice en Afrique coloniale. Traditions, productions et réformes, B. Piret, C. Braillon, L. Montel, P-L. Plasman (dir.), Bruxelles, Presses de l'Université de Saint-Louis, 2014.
X, "Les choses se mettent en place", disponible sur www.histoire-des-belges.be, s.d., consulté le 4 mai 2023.
X, "La colonisation du Congo", disponible sur www.clio2web.uclouvain.be, s.d., consulté le 7 mai 2023.